# Glaskupan
Glaskupan és una sèrie de televisió de ficció criminal sueca de 2025 estrenada a Netflix. És dirigida per Lisa Farzaneh i Henrik Björn. Lisa Linnertorp, Amanda Högberg i Axel Stjärne van escriure el guió de la sèrie. El concepte de la sèrie va ser desenvolupat per Camilla Läckberg, que també en va ser productora executiva. S'ha subtitulat al català.

## Sinopsi
La sèrie té lloc en una petita comunitat despoblada d'algun lloc de Suècia, on torna la científica del comportament i criminòleg Lejla. El lloc li desperta sentiments contraposats. Quan era una nena, va ser segrestada per un desconegut. També és el lloc on ha trobat casa amb el cap de policia jubilat Valter.

## Repartiment
- Léonie Vincent
- Johan Hedenberg
- Johan Rheborg
- Farzad Farzaneh
- Ia Lanhammer
- Cecilia Nilsson
- Emil Almén
- Emma Broomé
- Oscar Töringe
- Ville Virtanen
- Jonny Karlsson
- Bianca Lynxén